# Toma de almohada
La toma de almohada era una antigua ceremonia palatina de la corte española en la que las mujeres grandes de España por derecho propio o esposas de grandes de España se sentaban por primera vez ante la reina de España en una almohada, prerrogativa propia de su rango. Es el equivalente a la ceremonia de la cobertura prevista para los hombres.

## Historia
El origen de la prerrogativa se encuentra en la influencia árabe en España durante la Baja Edad Media. 
Con la casa de Austria se va este privilegio se extendía además a las esposas de primogénitos de grandes de España, las esposas de los embajadores y las esposas de los marqueses de Portugal, durante el tiempo en que este reino estuvo bajo el cetro de la casa de Austria.
En el siglo XVIII con la llegada de la casa de Borbón, y al igual que en el caso de la cobertura, la toma de almohada se convierte en parte del ceremonial cortesano. 
En 1839, las etiquetas mandadas elaborar por la reina María Cristina de Borbón, y el decreto de 13 de diciembre de 1856 firmado por su hija, Isabel II a instancias de su camarera mayor, se fija en líneas generales la estructura de la ceremonia hasta su desaparición en el momento de la proclamación de la Segunda República Española.

## Estructura

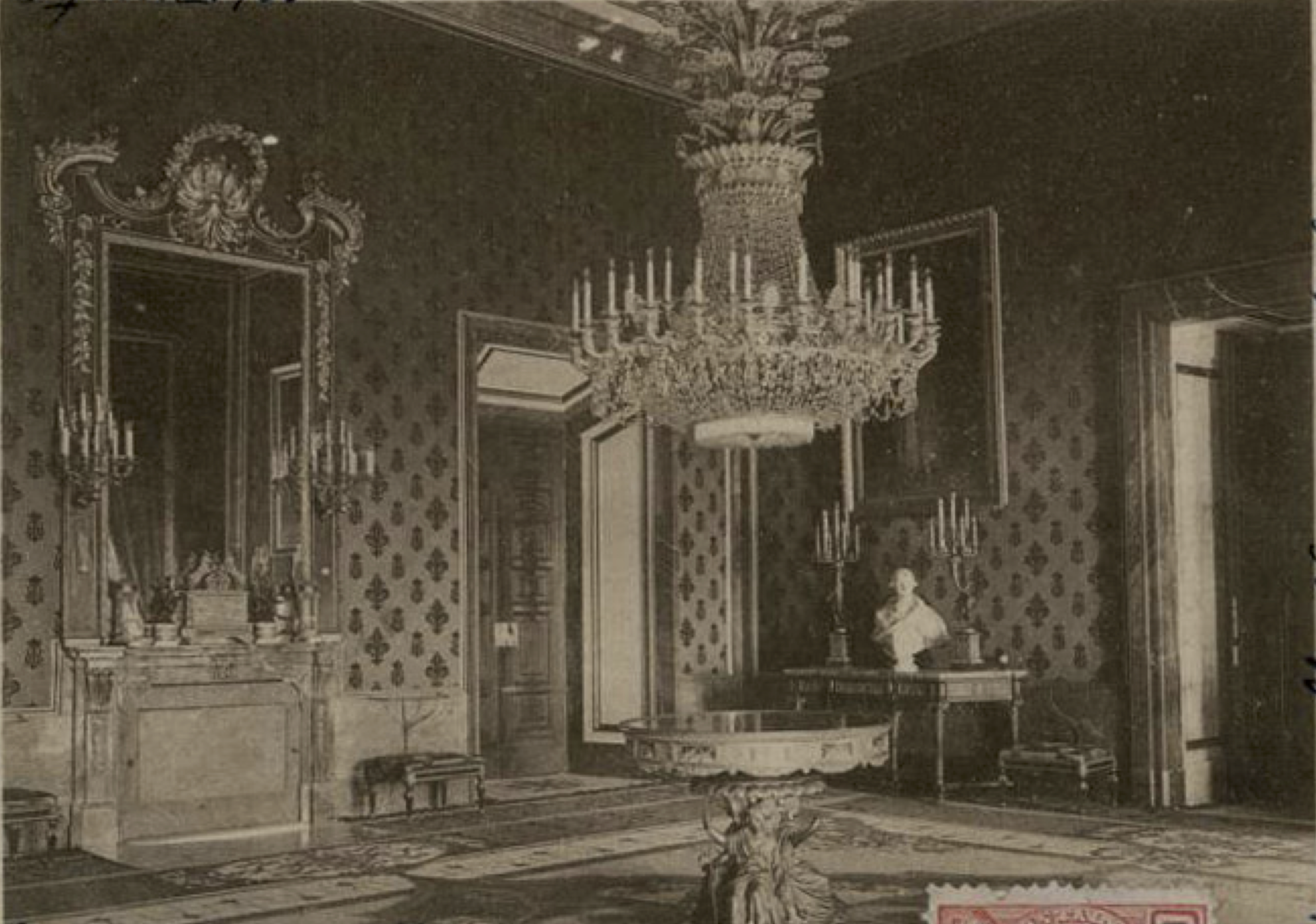
Antecámara del Palacio Real de Madrid en donde se producía la ceremonia (Fotografía por Kaulak, c. 1900)

El ceremonial del acto en el momento de su desaparición era propiamente el mismo que se había venido cumpliendo desde mediados del siglo XIX.
La ceremonia se realizaba de forma conjunta, cuando se consideraba que habían solicitado tomar almohada un número necesario de grandes de España. Era requisito necesario que, en caso de haberlos, los cónyuges de las mismas estuviesen ya cubiertos ante el rey.
La ceremonia se realizaba en la antecámara del Palacio Real de Madrid. En la misma se encontraba colocado un sillón de brazos para la Reina y a ambos lados del mismo, en perpendicular distintos taburetes. En el centro de la antecámara, frente al trono y entre los bancos, se encontraba la almohada. La almohada era una pieza de terciopelo carmesí de 120 cm. por 50 cm. con una franja dorada cerca a su borde. El orden en el que la ceremonia se efectuaba se producía según la fecha de antigüedad de la grandeza de España en virtud de la cual tomaban almohada.  
Cada una de las grandes de España que habían de tomar almohada era anunciada por el secretario de la Cámara, una vez anunciadas la madrina de la grande en cuestión salía a buscar a esta. Ya en la antecámara la grande de España y su madrina. se acercaban con paso ceremonial a la reina, haciendo tres reverencias sucesivas. Al final de la tercera reverencia la reina mandaba sentarse a la dama grande de España, que permanecía sentada unos segundos, se levantaba de la almohada y conversaba unas palabras con la reina. Después de esto, la grande de España que acababa de tomar almohada se sentaba en el último taburete libre, alternándose las grandes en los de uno y otro lado de la antecámara.
Así mismo, se trataba de una ceremonia eminentemente femenina en la que no tomaban parte los grandes de España, con independencia de si estaban cubiertos o no. Las grandes de España que por matrimonio habían tomado almohada, conservaban este privilegio con independencia de si posteriormente quedaban viudas e incluso contraían nuevo matrimonio. Como curiosidad, los contemporáneos recogen de forma sistemática los graciosos incidentes que se producían al levantarse de la almohada, por encontrarse esta en el suelo.
Tras la ceremonia el secretario-general de la mayordomía mayor expedía un certificado a cada grande de España que había tomado almohada en la ceremonia.